# NGC 3722
NGC 3722 ist eine elliptische Galaxie vom Hubble-Typ E im Sternbild Becher am Südsternhimmel. Sie ist schätzungsweise 280 Millionen Lichtjahre von der Milchstraße entfernt.
Das Objekt wurde im Jahre 1880 von Andrew Ainslie Common entdeckt.